# Microsoft Academic
Microsoft Academic war eine kostenlose und frei zugängliche wissenschaftliche und semantische Suchmaschine mit Volltextsuche sowie Zitations- und Referenzdatenbank, die von dem Unternehmen Microsoft geführt wurde. Die verlinkten Inhalte selbst konnten kostenpflichtig oder kostenlos sein. Die Datenbank wurde zum 31. Dezember 2021 eingestellt.

## Statistik und Daten
Auf der Seite waren nach eigenen Angaben über 230 Millionen wissenschaftliche Publikationen indexiert, wovon 88 Millionen Einträge sich auf Artikel aus wissenschaftlichen Fachzeitschriften bezogen. Ebenfalls waren über 240 Millionen Autoren und Wissenschaftler, über 48.000 wissenschaftliche Fachzeitschriften, über 4400 Fachkonferenzen sowie über 25.000 wissenschaftliche Einrichtungen vermerkt. Über 740.000 wissenschaftliche Themen waren in dem eigenen Verzeichnis eingetragen und bezogen ihre Kurzdefinition und Bild aus der englischsprachigen Wikipedia. Zu einem Thema wurden verwandte, ähnliche und Unterthemen sowie eine Publikationsstatistik angezeigt, die die Entwicklung der Publikationen und Zitierungen der letzten Jahre grafisch darstellte. Daten ließen sich mit der Programmierschnittstelle Academic Knowledge API maschinell auslesen. Durch die Filteroptionen von Zitationen war eine Zitationsanalyse möglich. Für die einzelnen Datentypen und Themen wurden ebenfalls Toplisten angezeigt.

## Entwicklung und Vorgänger
2006 startete Microsoft die Suchmaschine Windows Live Academic Search, um mit Google Scholar konkurrieren zu können und das Angebot der eigenen Suchmaschine Bing zu erweitern. Sie wurde am 6. Dezember 2006 in Live Search Academic umbenannt. Am 23. Mai 2008 wurde sie zusammen mit Live Search Books aufgrund mangelnden Erfolges eingestellt. Auf beiden Seiten wurden rund 750.000 Bücher und 80 Millionen Artikel aus wissenschaftlichen Zeitschriften eingescannt.
2009 entwickelte das Microsoft-Research-Team aus Asien das Datenauswertungstool Libra, welches bis 2011 mehr als 27 Millionen Einträge zu wissenschaftlichen Werken sammelte und später Grundlage für den neuen Dienst Microsoft Academic Search wurde. 2012 wurde auch die Entwicklung von Microsoft Academic Search aufgrund zu weniger Nutzer eingestellt.
Im Juli 2014 kündigte das Microsoft Research Team an, einen Nachfolger mit dem Namen Microsoft Academic für Bing und Cortana entwickeln zu wollen, was in Form der semantischen Datenanzeige von Kerndaten bei Suchanfragen durch den eigenen Knowledge Graph Microsoft Academic Graph umgesetzt wurde. Am 22. Februar 2016 startete die neue wissenschaftliche Suchmaschine Microsoft Academic für die öffentliche Nutzung. Microsoft Academic wurde zum 31. Dezember 2021 eingestellt.